# Юйшань
Юйша́нь или Синьгаоша́нь (кит. упр. 玉山, пиньинь Yù Shān, палл. юйшань, нефритовая гора) — высочайшая вершина Восточной Азии. Расположена на острове Тайвань, высота 3952 м.
Гора является частью горной цепи, проходящей через весь остров. Отсюда берут начало крупнейшие реки Тайваня — Чжошуй (濁水溪), Цзэнвэнь (曾文溪) и Даньшуй (淡水河). Сегодня здесь находится одноименный национальный парк, весьма популярный среди туристов.
Узкоколейная железная дорога поднимается до посёлка Алишань (阿里山), а потом ранним утром отвозит туристов на смотровую площадку на горе Жушань(祝山) на высоте около 2500 м с видом на Юйшань, где встречают рассвет.
Мощный тайфун Моракот в конце августа 2009 года вызвал лавины и оползни, которые повредили, а местами разрушили железную дорогу, принеся огромный ущерб всему региону. Запуск в эксплуатацию железной дороги отложен на неопределённый срок. Стоимость ремонта превышает миллиард долларов, и поступают даже предложения заменить железную дорогу кабельным подъёмником.

## Интересные факты
- Согласно древнекитайской легенде, на горе Жушань жило божество осени — Жу-шоу. С горы оно наблюдало за заходом солнца и отражением закатных лучей.
- В колониальный период Юйшань называлась Ниитака (яп. 新高山) и была самой высокой горой Японской империи.
- Приказ о нападении на Перл-Харбор был передан радиограммой с текстом «Поднимайтесь на гору Ниитака 1208», назначавшей дату начала боевых действий: 8 декабря 1941 года (7 декабря в западном полушарии).